# Potamonautidae
Super-famille
Les Potamonautidae sont une famille de crabes. Elle comprend plus de 140 espèces dans 19 genres dont un fossile.

## Liste des sous-familles et genres
Selon Systema Brachyurorum :
Sous-famille Deckeniinae Ortmann, 1897
- Deckenia Hilgendorf, 1869
- Seychellum Ng, Števčić & Pretzmann, 1995

Sous-famille Hydrothelphusinae Bott, 1955
- Afrithelphusa Bott, 1969
- Boreathelphusa Cumberlidge, 2010 synonyme Boreas Cumberlidge & von Sternberg, 2002 nec Morris, 1980 (Bryozoa)
- Globonautes Bott, 1959
- Hydrothelphusa A. Milne-Edwards, 1872
- Louisea Cumberlidge, 1994
- Madagapotamon Bott, 1965
- Malagasya Cumberlidge & von Sternberg, 2002
- Marojejy Cumberlidge, Boyko & Harvey, 2002
- Skelosophusa Ng & Takeda, 1994

Sous-famille Potamonautinae Bott, 1970
- Erimetopus Rathbun, 1894
- Foza Dai & Bo, 1994
- Liberonautes Bott, 1955
- Platythelphusa A. Milne-Edwards, 1887
- Potamonautes MacLeay, 1838
- Potamonemus Cumberlidge & Clark, 1992
- Sudanonautes Bott, 1955
- †Tanzanonautes Feldmann, O’Connor, Stevens, Gottfried, Roberts, Ngasala, Rasmusson & Kapilima, 2007

## Référence
- Bott, 1970 : Betrachtungen über die Entwicklungsgeschichte und Verbreitung der Süßwasserkrabben nach der Sammlung des Naturhistorischen Museums in Genf/Schweiz. Revue Suisse de Zoologie, vol. 77, p. 327–344.

## Sources
- Ng, Guinot & Davie, 2008 : Systema Brachyurorum: Part I. An annotated checklist of extant brachyuran crabs of the world. Raffles Bulletin of Zoology Supplement, n. 17 p. 1–286.